# هوفنهاردت
هوفنهاردت (به آلمانی: Hüffenhardt) یک شهر در آلمان است که در نکار-ادنوالد واقع شده‌است. هوفنهاردت ۲٬۰۰۸ نفر جمعیت دارد.